# Rudolf Eisler (Philosoph)
Rudolf Eisler (* 7. Januar 1873 in Wien, Österreich-Ungarn; † 13. Dezember 1926 in Wien) war ein österreichischer Philosoph. Er ist der Vater des Komponisten Hanns Eisler und der beiden Politiker Gerhart Eisler und Ruth Fischer.

## Leben

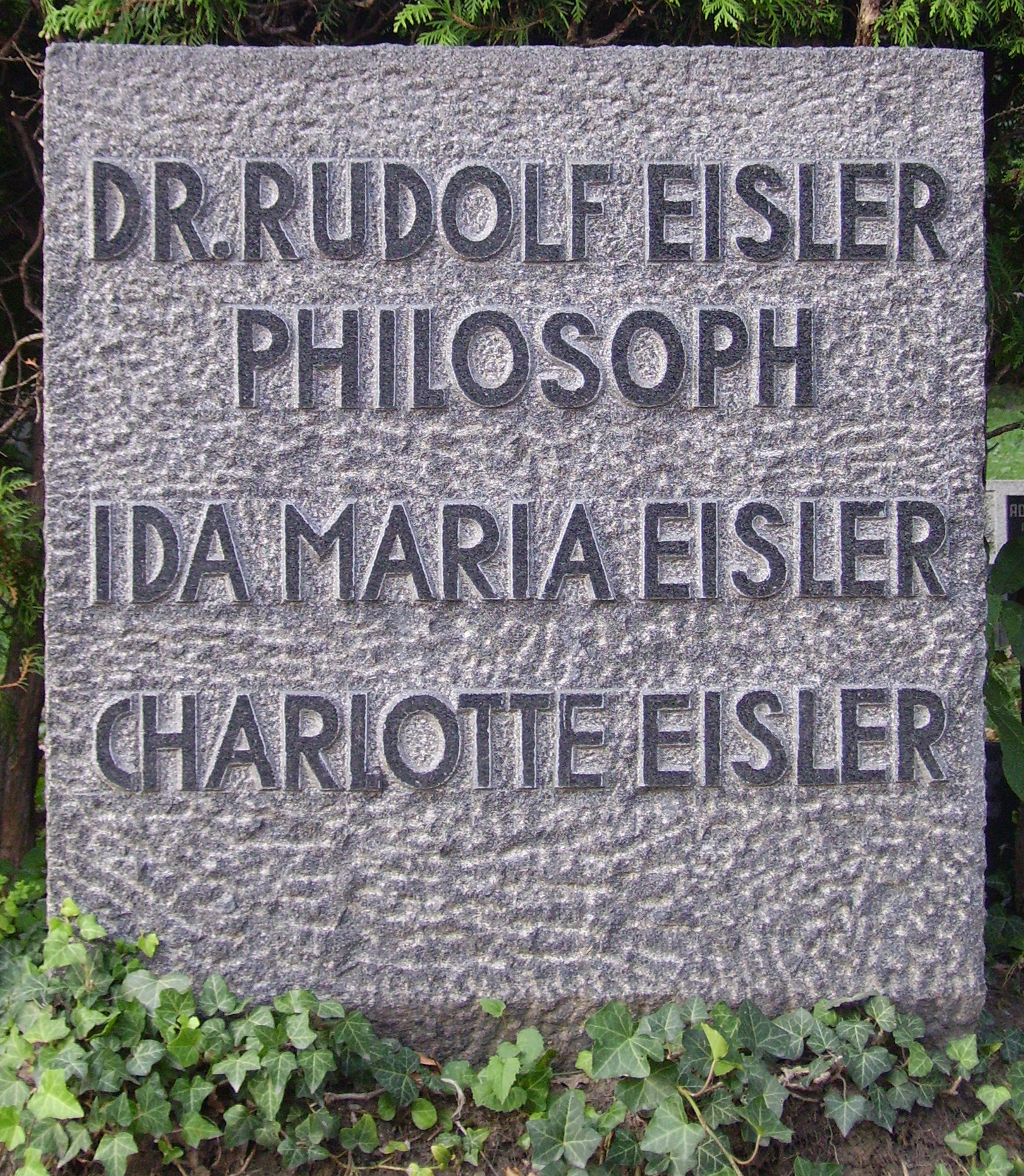
Urnengrab

Rudolf Eisler war der Sohn von Ferdinand Eisler, einem erfolgreichen jüdischen Tuchhändler. Die Familie verbrachte Teile des Jahres in einer prachtvollen Wohnung am Boulevard Saint-Germain in Paris und Eislers Vorname lautete ursprünglich Rudolphe. Sein ältester Bruder Gaston übernahm den Betrieb des Vaters, ein weiterer Bruder, Armand, wurde ein erfolgreicher Anwalt.
Durch das Familienvermögen konnte Rudolf sich dem Studium der Philosophie in Leipzig, Prag und Wien widmen. Eisler wurde 1894 mit einer Dissertation zum Thema Die Weiterbildung der Kant’schen Aprioritätslehre bis zur Gegenwart. Ein Beitrag zur Geschichte der Erkenntnistheorie promoviert. In seinen philosophischen Arbeiten wurde er von Immanuel Kant und Wilhelm Wundt beeinflusst. Im sogenannten Idealrealismus versuchte er eine Synthese von Realismus und Idealismus. Er unterstützte den psychophysischen Parallelismus von Wundt.
In Leipzig lernte er Ida Maria Fischer (1876–1929) kennen, die er 1896 heiratete. Ida Maria Fischer war Tochter eines Leipziger Metzgergesellen, schrieb für verschiedene Zeitungen kleine Romane und durfte Vorlesungen an der Universität Leipzig hören.
Bereits 1895 war das erste gemeinsame Kind Elfriede Ruth Fischer zur Welt gekommen. Die Söhne Gerhart und Johannes wurden 1897 und 1898 in Leipzig geboren.
Seit 1901 lebte er mit Frau und Kindern in Wien im zweiten Wiener Gemeindebezirk.
Im Wien der Jahrhundertwende hatte Rudolf Eisler keine Möglichkeiten, eine Professur an der Universität zu bekommen, da er jüdischer Herkunft war und zudem einen demonstrativen Atheismus lebte; somit war ihm ein schwieriges Leben als Privatgelehrter vorbestimmt. Da das Familienunternehmen in Schwierigkeiten geraten war, war Eisler zeitlebens auf Zuwendung seines Bruders Armand angewiesen. Am 24. April 1907 gründete er mit Rosa Mayreder, Max Adler, Rudolf Goldscheid, Ludo Hartmann, Karl Renner, Wilhelm Jerusalem, Josef Redlich und Michael Hainisch die Soziologische Gesellschaft in Wien. Darüber hinaus gab er die Philosophisch-soziologischen Jahrbücher heraus und betätigte sich als Redakteur der Wissenschaftlichen Volksbibliothek.
Sein Hauptwerk als Einzelleistung verkörpert das Wörterbuch der philosophischen Begriffe und Ausdrücke (erstmals 1899, 4. Auflage 1927–1930), das in drei Bänden erschien und durch Karl Roretz ergänzt und weitergeführt wurde. Auf der Basis des Wörterbuchs und seiner begriffsgeschichtlichen Ansätze wurde von Joachim Ritter eine vollständig überarbeitete 12-bändige Version des Wörterbuchs konzipiert. Dessen Bände erschienen von 1971 bis 2005 unter dem Titel Historisches Wörterbuch der Philosophie. Weiterhin veröffentlichte Eisler als Ergänzung zu seinem Hauptwerk 1912 ein Philosophen-Lexikon und ein Handwörterbuch der Philosophie im Jahre 1913. 1930 wurde aus seinem Nachlass das Kant-Lexikon. Nachschlagewerk zu Kants sämtlichen Schriften, Briefen und handschriftlichem Nachlaß veröffentlicht.
Rudolf Eisler starb am 13. Dezember 1926 im Alter von 53 Jahren an den Folgen einer Gallensteinoperation. Er erhielt ein ehrenhalber gewidmetes Grab (Abteilung 3, Ring 3, Gruppe 12, Nummer 6) im Urnenhain der Feuerhalle Simmering.

„Sein Tod bricht eine gewaltige Lücke in das Gebäude der deutschen Philosophie. Ein scharf-analytisches Talent, das sich mit einem ungewöhnlichen Wissen (namentlich im historischer Richtung) verband, befähigte ihn zum modernen Denker par excellence.“

## Schriften
- Der psychophysische Parallelismus. Eine philosophische Skizze. Leipzig 1893. 32 S. (online)
- Psychologie im Umriß. Eine Darstellung der Grundgesetze des Seelenlebens.Wissenschaftliche Volksbibliothek. Bd. 29/30. Leipzig 1894. IV, 104 S.
- Die Weiterbildung der Kant’schen Aprioritätslehre bis zur Gegenwart. Ein Beitrag zur Geschichte der Erkenntnistheorie. Leipzig 1894. VI, 88 S. [Diss. Univ. Leipzig 1894] (Digitalisierte Ausgabe unter: urn:nbn:de:s2w-6018)
- Kritische Untersuchung des Begriffes der Weltharmonie und seiner Anwendung bei Leibniz. Mit dem Leipziger Krug-Preise gekrönte Abhandlung. Berlin 1895. 54 S.
- Geschichte der Philosophie im Grundriß. Berlin 1895. VIII, 328 S.
- Einführung in die Philosophie. Eine Übersicht der Grundprobleme der Philosophie und ihrer wichtigsten Lösungsversuche. Wissenschaftliche Volksbibliothek. Bd. 53/54/55. Leipzig 1897. 160 S.
- Die Elemente der Logik. Wissenschaftliche Volksbibliothek. Bd. 63/64. Leipzig 1898. 102 S.
- Der Weg zum Frieden. Leipzig 1898. 108 S.
- als Hrsg.: Wörterbuch der philosophischen Begriffe und Ausdrücke. Quellenmäßig bearbeitet von Rudolf Eisler. 6 Bände. Berlin 1899 (Volltext bei zeno.org); 2. Auflage, unter dem Titel Historisches Wörterbuch der Philosophie. Bearbeitet von Joachim Ritter, Band 1 ff., Basel 1971 ff.
- Grundlagen der Erkenntnistheorie. Wissenschaftliche Volksbibliothek. Bd. 79–82. Leipzig 1900. VIII, 174 S.
- Zur Psychologie des Pessimismus. In: Reclams Universum. Nr. 15. Dresden 1900.[6]
- Das Bewusstsein der Außenwelt. Grundlegung zu einer Erkenntnistheorie. Leipzig 1901. 106 S.
- Wilhelm Wundts Philosophie und Psychologie. In ihren Grundlehren dargest. v. Dr. Rudolf Eisler. Leipzig 1902. VI, 210 S.
- Nietzsche’s Erkenntnistheorie und Metaphysik. Darstellung und Kritik. Leipzig 1902. IV, 118 S.
- Soziologie. Die Lehre von der Entstehung und Entwickelung der menschlichen Gesellschaft. Webers illustrierte Katechismen. Bd. 31. Leipzig 1903. VIII, 306 S.
- Wörterbuch der philosophischen Begriffe. 2 Bde. Historisch-quellenmäßig bearb. v. Rudolf Eisler. 2., völlig neu bearb. Aufl. 1904. Berlin 1904. Bd. 1: A–N. VIII, 746 S. – Bd. 2: O–Z. 942 S.
- Kritische Einführung in die Philosophie. Berlin 1905. VIII, 470 S.
- Deutsche Kulturgeschichte. Webers illustrierte Katechismen. Bd. 253. Leipzig 1905. VIII, 224 S.
- Allgemeine Kulturgeschichte. Hrsg. v. Johann Jakob Honegger. Leipzig 1905. VIII, 260 S.
- Geschichte der Wissenschaften. Webers illustrierte Handbücher. Bd. 256. Leipzig 1906. VIII, 440 S.
- Leib und Seele. Darstellung und Kritik der neueren Theorien des Verhältnisses zwischen physischem und psychischem Dasein. Natur- und kulturphilosophische Bibliothek. Bd. 4. Leipzig 1906. VI, 218 S.
- Einführung in die Erkenntnistheorie. Darstellung und Kritik der erkenntnistheoretischen Richtungen. Leipzig 1907. XII, 292 S.
- Grundlagen der Philosophie des Geisteslebens. Philosophisch-soziologische Bücherei. Bd. 6. Leipzig 1908. IV, 306 S.
- Das Wirken der Seele. Ideen zu einer organischen Psychologie. Leipzig 1909. 76 S.
- Wörterbuch der philosophischen Begriffe. 3 Bde. Historisch-quellenmäßig bearb. v. Rudolf Eisler. 3., völlig neu bearb. Aufl. 1910. Berlin 1910. Bd. 1: A–K. VIII, 686 S. – Bd. 2: L–Sch. 576 S. – Bd. 3: Schi–Z. 810 S.
- Geschichte des Monismus. Leipzig 1910. VIII, 204 S.
- Elemente der Logik. 2., verbess. Aufl. 1910. Wissenschaftliche Volksbibliothek. Bd. 2. Esslingen 1910. 84 S.
- Geist und Körper. Wege zur Philosophie. Bd. 5. Göttingen 1911. 68 S.
- Philosophen-Lexikon. Leben, Werke und Lehren der Denker. Berlin 1912. VI, 890 S. (Volltext bei zeno.org, Digitalisat bei archive.org)
- Handwörterbuch der Philosophie. Berlin 1913. IV, 802 S.
- Der Zweck. Seine Bedeutung für Natur und Geist. Berlin 1914. IV, 286 S.
- mit Richard Müller-Freienfels: Eislers Handwörterbuch der Philosophie. Neu hrsg. v. Richard Müller-Freienfels. Berlin 1922. VIII, 786 S.
- Psychologie im Umriß. 4., verbess. Aufl. 1922. Marktredwitz 1922. VI, 162 S.
- Franz Müller-Lyer als Soziologe und Kulturphilosoph. München 1923. 188 S.
- Einführung in die Erkenntnistheorie. 2., völlig neu bearb. Aufl. 1925. Leipzig 1925. VI, 298 S.
- mit Karl Roretz: Wörterbuch der philosophischen Begriffe. 3 Bde. Historisch-quellenmäßig bearb. v. Rudolf Eisler. Ab Bd. 2 weitergef. u. vollendet v. Karl Roretz. 4., völlig neubearb. Aufl. 1927–1930. Berlin 1927–1930. Bd. 1: A–K. 1927. VIII, 894 S. – Bd. 2: L–Sch. 1928–1929. VIII, 780 S. – Bd. 3: Schi–Z. 1929–1930. VIII, 906 S.
- Kant-Lexikon. Nachschlagewerk zu Kants sämtlichen Schriften, Briefen und handschriftlichem Nachlass. Bearb. v. Rudolf Eisler. Hrsg. unter d. Mitw. d. Kant-Gesellsch. v. Helmut Kuhn. Berlin 1930. VIII, 642 S. (Volltext bei textlog.de)